# Sarcophaga tulagiensis
Sarcophaga tulagiensis är en tvåvingeart som först beskrevs av Baranov 1938.  Sarcophaga tulagiensis ingår i släktet Sarcophaga och familjen köttflugor. Inga underarter finns listade i Catalogue of Life.